# Peter DeLuise
Pour les articles homonymes, voir DeLuise.
Peter DeLuise est un acteur, producteur et réalisateur de films et séries télévisées américain, né le 6 novembre 1966 à New York.

## Biographie
Peter DeLuise commence sa carrière dans le film Hot Stuff en 1979. Mais il se fait connaître du grand public grâce au rôle du policier Doug Penhall dans la série 21 Jump Street, de 1987 à 1990 (son frère Michael joua le rôle du petit frère de Penhall dans la saison 5).
Il s'est occupé de la série Stargate SG-1, en tant que producteur, scénariste et réalisateur. Il a fait quelques apparitions en tant qu'acteur dans certains épisodes, surtout dans les scènes comiques. Il a également été producteur exécutif, scénariste et réalisateur de Stargate Atlantis.

### Liens familiaux
Fils de l'acteur Dom DeLuise et frère de Michael et David DeLuise, Peter DeLuise est marié à l'actrice canadienne Anne Marie Loder, le couple a un fils, Jake Dominick, né le 11 avril 2004.

## Filmographie

### En tant qu'acteur
- 1979 : Hot Stuff
- 1986 : Arnold et Willy (Diff'rent Strokes) (le dernier épisode (n°189 La première page (The Front Page))
- 1987-1990 : 21 Jump Street (Télé) : Officier Doug Penhall
- 1991 : Les Enfants des ténèbres (Children of the Night) : Mark Gardner
- 1993 : L'Équipée infernale
- 1993 : SeaQuest, police des mers (SeaQuest DSV) : épisode 17 : sous marinier abattant les chasseurs de baleine.
- 1994 - 1996 : SeaQuest, police des mers (seaQuest DSV) : Dagwood
- 1996 : Friends : Carl, un voyou (épisode 21 de la saison 2)
- 2003 : Mary Higgins Clark : Avant de te dire adieu (Before I Say Goodbye) (téléfilm) : le détective Brennan
- 2007 : Supernatural : le directeur du FBI Steven Groves
- 2007 : Yeti : Sheppard
- 2011 : Sanctuary : Ernie Watts[pas clair]
- 2012 : 21 Jump Street : Doug Penhall (caméo)

### En tant que producteur
- 2002-2003 : Stargate SG-1 (22 épisodes)
- 2004-2005 : Stargate Atlantis (19 épisodes)

### En tant que réalisateur
- 1990-1991 : 21 Jump Street (3 épisodes)
- 1996 : Les Dessous de Palm Beach (2 épisodes)
- 1998-1999 : Traque sur Internet (2 épisodes)
- 1999 : Southern Heart
- 1999 : Hope Island (1 épisode)
- 1999-2007 : Stargate SG-1 (57 épisodes)
- 2000 : Cœurs rebelles (4 épisodes)
- 2000-2001 : V.I.P. (3 épisodes)
- 2001 : Au-delà du réel : L'aventure continue (1 épisode)
- 2002 : Romantic Comedy 101
- 2002 : Jeremiah (2 épisodes)
- 2002 : Just Deal (1 épisode)
- 2003-2005 : Andromeda (8 épisodes, –2005)
- 2004-2006 : Stargate Atlantis (6 épisodes, 2004–2006)
- 2007 : Blood Ties (1 épisode)
- 2007 : Painkiller Jane (2 épisodes)
- 2008 : jPod (2 épisodes)
- 2008 : Sanctuary (1 épisode)
- 2008-2009 : Kyle XY (4 épisodes)
- 2009 : Stargate Universe (3 épisodes)
- 2009 : La Créature de Sherwood (Beyond Sherwood Forest) (Télé)
- 2010 : 16 vœux (TV)
- 2010 : Tower Prep (2 épisodes)
- 2013 : Mystère à Glenwood (Garage Sale Mystery) (Télé)
- 2014 : L'Étincelle de Glenwood (Garage Sale Mystery: All That Glitters) (Télé)
- 2016 : Dark Matter (1 épisode) (Télé)

### En tant que scénariste
- 2003 : Between the Sheets
- 2000-2005 : Stargate SG-1 (15 épisodes)
- 2004 : Stargate Atlantis (2 épisodes)